# 1801 a tudományban
Az 1801. év a tudományban és a technikában.

## Biológia
- André Michaux publikálja Histoire des chênes de l'Amerique septentrionale című munkáját.
- Jean-Baptiste Lamarck publikálja Système des animaux sans vertèbres című munkáját Párizsban. Ebben a műben először írja le a gerincteleneket.

## Csillagászat
- január 1. - Giuseppe Piazzi olasz csillagász felfedezi az első aszteroidát, amit először a 8. bolygónak hittek.

## Kémia
- november 26. - Charles Hatchett bejelenti a nióbium felfedezését a Royal Society előtt. Először columbiumnak nevezték el, majd 1950-ben átnevezték a mai nevére.
- Andrés Manuel del Río felfedezi a vanádiumot Mexikóban.

## Matematika
- Carl Friedrich Gauss publikálja számelmélettel kapcsolatos felfedezéseit Disquisitiones Arithmeticae címmel.

## Díjak
- Copley-érem: Astley Paston Cooper

## Születések
- január 22. - Friedrich Clemens Gerke, német feltaláló, a telegráf kifejlesztésének úttörője († 1888)
- április 19. - Gustav Fechner, német fiziológus († 1887)
- június 16. - Julius Plücker, német matematikus és fizikus († 1868)
- július 14. - Johannes Peter Müller, német fiziológus († 1858)
- július 31. - George Biddell Airy, angol csillagász († 1892)

## Halálozások
- május 17. - William Heberden, angol orvos (* 1710)